# Proaegeria
Proaegeria é um gênero de traça pertencente à família Brachodidae.